# Kup europskih prvaka 1992./93. (vaterpolo)
U završnici Kup europskih prvaka 1992./93. su igrala dva hrvatska kluba - splitski Jadran i zagrebačka Mladost, a prvak je drugi put zaredom postao Jadran.

## Rezultati

### Četvrtzavršnica
- CSK VMF Moskva - Mladost 7:14, 8:11 (ukupno 15:25)
- Olympiakos - Cacel Nice 8:6, 10:13 (ukupno 18:19)
- Polar Bears Ede - Tungsram 7:5, 10:7 (ukupno 17:12)
- Savona - Jadran Split 11:10, 11:13 (ukupno 22:24)

### Poluzavršnica
- Cacel Nice - Jadran Split 9:7, 8:11 (ukupno 17:18)
- Polar Bears Ede - Mladost 8:8, 6:13 (ukupno 14:21)

### Završnica
- Mladost - Jadran Split 8:7, 4:6 (ukupno 12:13)

- prvak Europe 1991./92.:  Jadran Split (drugi (uzastopni) naslov)
  - Bratić, Renato Vrbičić, Joško Kreković, Mislav Bezmalinović, Vasović, Budimir, Duhović, Savicević, Ognjen Kržić, Pavlović, Doczi, Jezina, Renco Posinković